# Béhorléguy
Béhorléguy – miejscowość i gmina we Francji, w regionie Nowa Akwitania, w departamencie Pireneje Atlantyckie.
Według danych na rok 1990 gminę zamieszkiwały 72 osoby, a gęstość zaludnienia wynosiła 3 osób/km² (wśród 2290 gmin Akwitanii Béhorléguy plasuje się na 1102. miejscu pod względem liczby ludności, natomiast pod względem powierzchni na miejscu 402.).